# Gebhard von Henneberg
Pour les articles homonymes, voir Henneberg.
Gebhard von Henneberg (né vers 1100, mort le 17 mars 1159 à Wurtzbourg) est évêque de Wurtzbourg de 1150 à sa mort.

## Biographie
Gebhard von Henneberg (de) est le fils du burgrave Godebold II (de), un frère de Poppo II von Henneberg, et de Günther (de), évêque de Spire.
Gebhard est élu en 1121 évêque de Wurtzbourg et accepté l'année suivante par l'empereur Henri V du Saint-Empire, peu avant le concordat de Worms et la fin de la querelle des Investitures. En 1127, il part, après des années de disputes qui l'ont empêché de s'installer à Würzburg. Durant ces années, il agit comme un contre-évêque (de) face à Rugger. En 1125, Ulrich de Bamberg (de) lui dédie Codex Udalrici (de).
Vingt-trois ans plus tard, en 1150, il est de nouveau élu évêque de Wurtzbourg et en mesure d'exercer ses fonctions. Il reçoit le soutien de l'empereur Frédéric Barberousse qui fait partie de son entourage. La relation entre Gebhard et Frédéric est si étroite que l'empereur se rend à Würzburg en 1155 et y tient une Diète d'Empire en 1157. De même, Gebhard est présent au mariage le 17 juin 1156 de Frédéric Barberousse avec Béatrice de Bourgogne. Gebhard participe à la guerre en Pologne en 1157 et à la deuxième campagne en Italie l'année suivante.
Gebhard est un soutien de l'ordre cistercien. Il établit la filiation à l'abbaye d'Ebrach (dont l'abbaye-mère est l'abbaye de Morimond) de l'abbaye de Bildhausen (de) en 1158.

## Source, notes et références
- (de) Cet article est partiellement ou en totalité issu de l’article de Wikipédia en allemand intitulé « Gebhard von Henneberg » (voir la liste des auteurs).
- (de) Theodor Henner, « Gebhard (Bischof von Würzburg) », dans Allgemeine Deutsche Biographie (ADB), vol. 8, Leipzig, Duncker & Humblot, 1878, p. 475-478
- (de) Alfred Wendehorst, « Gebhard, Graf von Henneberg », dans Neue Deutsche Biographie (NDB), vol. 6, Berlin, Duncker & Humblot, 1964, p. 117 (original numérisé).